# Night of the Proms
Ne doit pas être confondu avec The Proms.
Night of the Proms est une série de concerts organisés chaque année en Belgique, aux Pays-Bas, en Allemagne et au Luxembourg. Il y a également régulièrement des spectacles en France, Danemark, Pologne, Espagne, Autriche, et Suisse. Les concerts sont constitués d'une combinaison de musique pop et de musique classique populaire. De nombreux musiciens et groupes connus y participent habituellement.
Depuis 1985, il s’est affirmé comme le plus grand événement musical annuel d’Europe. Ce spectacle, par son succès incontournable, montre que la musique est au-delà de toute classification. Dans un environnement technologique de pointe, il présente un répertoire d’œuvres classiques populaires et de grands tubes internationaux de la pop-music.  

## En Belgique
Au Sportpaleis d'Anvers, dernières éditions :   
- 2000 : UB40, Chrissie Hynde, Coolio, Howard Jones, Alessandro Safina (ténor)
- 2001 : Meat Loaf, Marco Borsato, Martin Fry (d'ABC), John Miles, Karl Jenkins
- 2002 : Simple Minds, The Pointer Sisters, Foreigner, Michael McDonald, John Miles, David Garrett (violon)
- 2003 : Toto, INXS, En Vogue, John Miles, Xuefei Yang (guitare)
- 2004 : James Brown, Joe Cocker, Shaggy, John Miles, Damian (flûte de Pan),
- 2005 : Donna Summer, Roger Daltrey, Ace Of Base, John Miles, Safri Duo (tambours)
- 2006 : Texas, Tears for Fears, Ike Turner, John Miles, Tony Henry (de) (ténor), Lara Fabian
- 2007 : Chic, Macy Gray, Kid Creole and the Coconuts, Soulsister, Liebrecht Vanbeckevoort (nl), Roby Lakatos (violon), John Miles
- 2008 : Simple Minds, Live, Sinead O'Connor, Midge Ure, Igudesman & Joo (en) (violon, piano) et Gunter Verspecht (du groupe Stash) et Tom Helsen (nl)
- 2009 : Roxette, Orchestral Manoeuvres in the Dark, Sharon den Adel de Within Temptation, Toots Thielemans, John Miles, Katona Brothers (en) (guitare)
- 2010 : Grace Jones, Boy George, John Fogerty, Charlie Siem (violoniste), Barry Hay, John Miles
- 2011 : Mick Hucknall (Simply Red), Angie Stone, Seal, DIV4S, John Miles
- 2012 : The Jacksons, Anastacia, Naturally 7, Ozark Henry, Remy Van Kesteren (harpiste), John Miles
- 2013 : Gloria Estefan, Wyclef Jean, Amy Macdonald, Hiromi Uehara, John Miles
- 2014 : Cee Lo Green, Ksenija Sidorova, Hooverphonic, Sam Sparro, John Miles, Blue, John Miles
- 2015 : Natalie Imbruglia, Joe Jackson, Basement Jaxx, Scala & Kolacny Brothers, The Pretty Vanillas, Fernando Varela, Gavin DeGraw, Alexandra Arrieche, John Miles
- 2016 : Chaka Khan, Tom Chaplin, Natasha Bedingfield, Gabriel Rios, Laura Tesoro, Time for three,Antonio Serrano, John Miles, Alexandra Arrieche
- 2017 : Melanie C, Joss Stone, Johannes Genard, Gers Pardoel, Isabelle A, Blanche, Emily Bear, The Pretty Vanillas, John Miles, Alexandra Arrieche
- 2018 : Seal, Al McKay's Earth, Wind & Fire Experience, Milow, Suzanne Vega, Petrit çeku, Gabor Vosteen, Pieter Embrechts (presentator/artiest), The Pretty Vanillas, John Miles, Alexandra Arrieche, Fine Fleur, NotP Backbone
- 2019 (Summer Edition/Koksijde) : John Miles, Milow, Gerard Lenorman, Regi, Bart Peeters
- 2019 (Sportpaleis Anvers) : Bart Peeters, (more tba soon)

## Chanteurs et musiciens

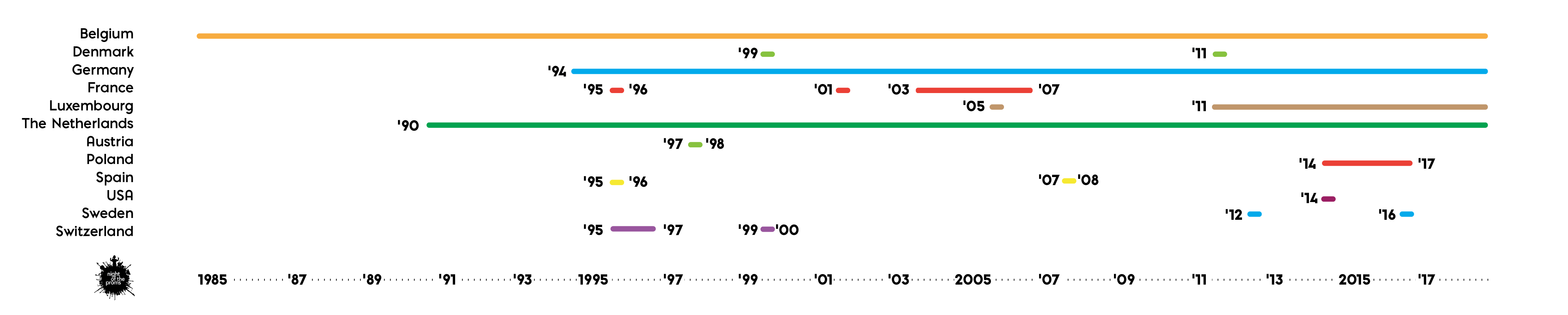
Evénements Night of the Proms par pays et année

### Orchestres
- Il Novecento (1991 – 2016)
- Antwerp Philharmonic Orchestra (depuis 2016)

### Chefs d'orchestre
- Robert Groslot (1991-2015)
- Alexandra Arrieche (depuis 2015)

### Chœurs
- Fine Fleur (depuis 1995, sauf 2008, 2012 & 2015)
- Harlem Gospel Choir (2008),
- Naturally 7 (2012)
- Scala (2015)
- Lodz University of Technology Academic Choir (depuis 2014, concert en Pologne)

### Groupes et chanteurs
| - 10CC (2008) - Abel (2000) - Ace of Base (2005) - Gloria Estefan (2013) - Oleta Adams (1996) - Adiemus (Karl Jenkins) (2001) - Laith Al-Deen (2001 & 2007) - Alphaville (2002) - Anastacia (2012) - Anggun (2006) - Ole Edvard Antonsen (1998) - Tina Arena (2006) - Chimène Badi (2005) - Ian Bairnson (1997) - Manuel Barrueco (1994) - The Baseballs (2013) - Basement Jaxx (2015) - Beach Boys (2015) - Emily Bear (2017) - Natasha Bedingfield (2016) - Petra Berger (2002) - Björn Again (1994) - Blanche (2017) - Daniël Blumenthal (1991) - Colin Blunstone (1993) - James Blunt (2011) - Andrea Bocelli (1995) - Frank Boeijen (1993 & 2005) - Marco Borsato (2001, 2002 & 2003) - Boy George (2010) - Angelo Branduardi (1986) - Peter Cetera (2017) - Gary Brooker (Procol Harum) (1993) - James Brown (2004) - Rafał Brzozowski (2015) - Belinda Carlisle (1994) - Paul Carrack (2007) - Rosa Cedron (2007) - Tom Chaplin (2016) - Chico and the Gypsies (2005, 2006 & 2007) - Natalie Choquette (1999, 2004 & 2014) - City to City (1999) - Clouseau (1995, 1999, 2000, 2002, 2003 & 2004) - Joe Cocker (1992, 1996 & 2004) - Coolio (2000 & 2014) - Beverley Craven (1991) - Randy Crawford (1991 & 2003) - Kid Creole & the Coconuts (2007 & 2010) - Cutting Crew (Nick Van Eede) (2002) - Nicole Croisille (1990) - Christopher Cross (1992) - Roger Daltrey (The Who) (2005) - Damian Draghici (2004 & 2005) - Kiki Dee (2002) - Gavin DeGraw (2015) - De Kast (1999) - Ilse DeLange (2003) - Michel Delpech (2003) - Sharon Den Adel (Within Temptation) (2009) - Dennis DeYoung (Styx) (2008) - Chris De Burgh (2001) - Boudewijn de Groot (1995) - Rob de Nijs (2001 & 2002) - Luc De Vos (Gorki) (2005) - Di-Rect (2007) - Die Prinzen (1996) - Div4s (2010 & 2011) - DJ Bobo (2004) - William Dunker (2008) - Emilia (1999) - En Vogue (2003) - Gloria Estefan (2013) - Lara Fabian (2006 & 2007) - Faudel (2006) - Bryan Ferry (Roxy Music) (1995) - Katichiri Feys (2008) - Patrick Fiori (2004) - The Flying Pickets (1990) - John Fogerty (CCR) (2010) - Foreigner (2002) - Martin Fry (ABC) (2001) | - Galileo (2003 & 2008) - Art Garfunkel (Simon & Garfunkel) (1987, 1989 & 2012) - David Garrett (2002 & 2003) - Johannes Genard (2017) - Robin Gibb (The Bee Gees) (2008) - Macy Gray (2007) - CeeLo Green (2014) - Robert Groslot (1987) - Tony Hadley (Spandau Ballet) (1996 & 2004) - Morten Harket (A-ha) (2013) - Steve Harley (Cockney Rebel) (1991) - Deborah Harry (Blondie) (1997) - Barry Hay (Golden Earring) (2010) - Murray Head (2007) - Heaven 17 (2009) - Tom Helsen (2008) - Tony Henry (2006, 2007 & 2015) - Hiromi (2013) - Roger Hodgson (Supertramp) (1991, 1995, 2004 & 2017) - Höhner (1998) - Hooverphonic (2014) - Mick Hucknall (Simply Red) (2011) - Chrissie Hynde (The Pretenders) (2000) - Igudesman & Joo (2008 & 2009) - I Muvrini (2006 & 2007) - INXS (2003) - Isabelle A (2017) - Ruth Jaccot (2006) - Joe Jackson (2015) - Al Jarreau (1995) - Wyclef Jean (The Fugees) (2013) - Jenifer (2006) - Howard Jones (2000) - Grace Jones (2010) - Madeline Juno (2014) - Katona Twins (2009) - Ronan Keating (2016) - Chaka Khan (2016) - Mark King (Level 42) (1998, 2013 & 2015) - Dani Klein (Vaya Con Dios) (1996) - Peter Koelewijn (1998) - De Kreuners (2003) - Natalia Kukulska (2014) - Roby Lakatos (2007) - Thé Lau (The Scene) (2005) - Cyndi Lauper (2004) - Jo Lemaire (1997) - Gérard Lenorman (2001, 2004 & 2009) - Huey Lewis (2003) - Lichtmond (2010) - Live (2008) - Kenny Loggins (2014) - Amy MacDonald (2013 & 2014) - Manfred Mann & Chris Thompson (2005) - Wayne Marshall (1997) - Melanie C (2017) - Mimie Mathy (2006) - Michael McDonald (Doobie Brothers) (2002 & 2014) - Katie Melua (2014 & 2015) - Theo Mertens (1986, 1989 & 1992) - Erik Mesie (Toontje Lager) (2008) - Stijn Meuris (1999) - Meat Loaf (2001) - Paul Michiels (1996, 1999; and 2007 as Soulsister with Jan Leyers) - John Miles (since 1985) - Alison Moyet (2009 & 2011) - Münchener Freiheit (1998) - Natalia (2003 & 2005) - Nena (2000) - Vincent Niclo (2006) - Nubya (2005) - Sinéad O'Connor (2008) - Johannes Oerding (2015) - Mike Oldfield (2006 & 2007) - Allan Olsen (2011) - OMD (2006, 2008, 2009, 2014 & 2015) - Florent Pagny (2003) - Gers Pardoel (2017) - Alan Parsons (1990, 1997, 2008 & 2009) | - Pointer Sisters (2002, 2004 & 2014) - Luc Ponet (1993) - PUR (2007) - Purple Schultz (1999) - Cliff Richard (2010) - Gabriel Rios (2016) - Miguel Ríos (2008) - Nile Rodgers & Chic (2007, 2011 & 2014) - Marlon Roudette (Mattafix) (2014) - Roxette (2009) - Rose Royce (2001) - Barry Ryan (1993) - Harry Sacksioni (1986) - Kid Safari (1998) - Alessandro Safina (2000) - Safri Duo (2005) - Bo Saris (2014) - Emma Schmidt (1987) - Seal (2005 & 2011) - Shaggy (2004) - Emma Shapplin (1998) - Ksenija Sidorova (2014) - Charlie Siem (2010) - Simple Minds (1997, 2002, 2008, 2011 and 2016) - Grzegorz Skawiński (Kombi) (2015) - Soulsister (2007) - Sam Sparro (2014) - Kamiel Spiessens (1996) - Lisa Stansfield (1998) - Status Quo (1999 & 2003) - Jasper Steverlinck (Arid) (2006) - Al Stewart (1988) - Sting (1993) - Miriam Stockley (2006) - Konstantin Stoianov (1988) - Angie Stone (2011) - Joss Stone (2017) - Natasha St-Pier (2005) - Christina Stürmer (2009) - Donna Summer (2005 & 2007) - Tears for Fears (2006, 2007 & 2008) - Henk Temming (Het Goede Doel) (1998) - Laura Tesoro (2016) - Texas (2006 & 2010) - Toots Thielemans (1985 & 2009) - Time for Three (2016) - Ana Torroja (Mecano) (2007) - Total Touch (1997) - Toto (1994 & 2003) - Will Tura (1993 & 2000) - Ike Turner (2006) - Twarres (2002) - Bonnie Tyler (2001 & 2002) - UB40 (2000 & 2006) - Udo (2006) - Midge Ure (Ultravox) (2005, 2008 & 2009) - Liebrecht Vanbeckevoort (2007) - Thomas Vanderveken (2017) - Van Dik Hout (2004) - Raymond van het Groenewoud (1992 & 2000) - Thijs van Leer (Focus) (1985) - Wendy Van Wanten (1998) - Fernando Varela (2015) - Johan Verminnen (1999) - Gunther Verspecht (Stash) (2008) - Roch Voisine (2004) - Laurent Voulzy (2010) - Jennifer Warnes (1992) - Waylon (2013) - Wet Wet Wet (1998) - Benny Wiame (1992) - Kim Wilde (2008, 2010, 2011 & 2015) - Christophe Willem (2007) - Cunnie Williams (2003) - Xuefei Yang (2003) - Paul Young (1994 & 1997) - Guo Yue (1996) - Julie Zenatti (2003) - Mateusz Ziolko (2014) - Zucchero (1999, 2004, 2005, 2014 & 2016) |

## Postérité
Son nom a inspiré celui du festival de rock progressif Night of the prog organisé depuis 2006 en Allemagne.

## The Proms
À ne pas confondre avec la dernière nuit des Proms (Last Night of the Proms), qui est le dernier concert d'une série de quelque 70 concerts classiques organisés par BBC Proms, et qui a lieu au Royal Albert Hall à Londres.